# Прага РН
Прага РН/РНД је чехословачки камион 4x2 који се производио у фабрици ЧКД-Прага од 1934. до 1953. године, а по лиценци модел овог камиона је почео да се производи 1938. године у фабрици „ИМАД“ у Београду, чиме су ударени темељи аутомобилске индустрије у Србији и Југославији.
Пројекат камиона Прага РН је урађен 1933. године а већ наредне 1934. године започиње серијска фабричка производња. Првобитно је био намењен за цивилно тржиште али се показао као веома издржљив те је нашао примену код захтевних оружаних снага. Овај камион се у „ЧКД-Прага“ производи до 1953. године, а за то време су стално усавршавани током 12 производних серија уграђивањем јачих мотора, применом нових техничких решења, повећањем димензија возила, носивости са 2,5 на 3,5 тоне. Почетне серије камиона Прага РН су имале бензинске моторе од 38 KW, а последња дизел-мотор од 52 KW.

## Југославија

### ИМАД
Југославија је средином 1930-их покренула процес велике набавке опреме и наоружања из Чехословачке ради модернизације својих оружаних снага; међутим, због уласка Немаца у ту државу овај уговор је делимично остварен. На 18. седници Савета земаљске одбране, 31. децембра 1937. године, а у складу са потребама одбране донета је одлука да се покрене домаћа производња камиона, односно освоји технологија аутомобилске индустрије у Југославији. Задатак је поверен предузећу „Индустрије мотора - акционарско друштво“ (ИМАД) из Раковице, које је већ производило авионске моторе. Претходно је држава 1936. године откупила већински пакет акција од велепоседника и индустријалаца, браће Дунђерски, након чега је постављен нов Управни одбор, који је био спреман да располаже државним капиталом. За директора је постављен прегалац машински инжењер Емил Матић, а његови најближи сарадници су били инжињери Слободан Добросављевић, Миленко Предраговић, Стеван Шујица, Јулије Климер, Иван Рукавина и други. У кругу ИМАД поред постојеће хале за израду авионских мотора током 1939. и 1940. године изграђена је нова хала за производњу аутомобилских мотора и камиона. Нов производни погон свечано је отворен 24. октобра 1940. године; имао је 10000 m² а радни капацитет је био 3000 камиона годишње. Купљена је лиценца за камион Прага РН-8 с редним четворотактним 6-цилиндричним бензинским мотором и воденим хлађењем, јачине 70 коњских снага, са бочним стојећим вентилима. За почетак посла на седници Савета одобрено им је, као подршка, да Штаб Ваздухопловства војске наручи 600 камиона. Руководство ИМАД је изабрало одличан модел камиона, који су поред војне намене за превоз људства и материјала планирали да понуде и у верзијама за цивилно тржиште, за привреду, ватрогасну и санитетску службу као и да искористе постојећу платформу камиона за израду аутобуса. Прве количине су пристигле у деловима а у ИМАД се изводила монтажа. Према плану освајања производње постепено је увезене делове требало заменити домаћим. Поред ИМАД у посао су ушле фирме Јасенице а.д. из Смедеревске Паланке као произвођач каросерије, и Југочелик из Зенице за ливене делове. Првих 150 камиона монтирано је у погону фабрике авионских мотора, да би се потом производња преселила у нову халу у којој се до 6. априла 1941. године израдило још 100 камиона. У исто време, током 1940. године, у ВТЗ-у у Крагујевцу монтирано је 250 камиона марке Шевролет (Chevrolet) са бензинским мотором. Након ослобођења Београда, у новембру 1944. године, фабрику ИМАД преузима Црвена армија, на чије чело долази мајор Једикина који поново покреће производњу аутомобилских мотора, овог пута резервних делова за ЗИС и ГАЗ, али ради се и ремонт совјетских авионских мотора М-105 и АМ-38. Након рата ново руководство фабрике поново успоставља контакт са чехословачком фирмом Прага, након чега је добијена допунска документација за камион РН-13 од 3,5 тона носивости под новим именом Пионир. Прототип овог камиона је израђен 20. октобра 1946. године, а 5 нових камиона Пионир је у лето 1947. године учествовало на практичној провери и вожени су кроз читаву земљу. До краја 1947. године произведено је 122 камиона Прага РН-13 Пионир. Наредне године број произведених камиона је повећан на 296, 1949. на 318 а 1950. године произведено је укупно 422 камиона.
| Параметри                         | РН — 8                                      |
| Мотор                             | бензински четворотактни Прага СВ, 3.468 цм³ |
| Снага                             | 72                                          |
| резервоар за гориво               | 100 л                                       |
| Максимална брзина: на добром путу | 80 км/ч                                     |
| Корисна носивост на добром путу   | 3.000                                       |
| Маса празног                      | 3. 700                                      |
| Дужина                            | 6.280                                       |
| Ширина                            | 2.100                                       |
| Висина кабине                     | 2.170                                       |

### ТАМ
Претходно је државни врх донео одлуку да се производа линија камиона пресели у фабрику авионских делова у Марибору, у НР Словенији, основану 1941/42. године у Трећем рајху. Фабрика је 31. децембра 1946. године преименована у ТАМ — Творница аутомобила Марибор а већ наредне године произведено је 27 камиона Прага РН-13 пионир. Током 1948. и 1949. године произведено је 288 камиона, а 1950. године 446. Упоредна производња, у обе фабрике, престала је 1950. године, када су из ИМР проследили алат у Марибор. У ТАМ су производили пионире до 1959. године. До тада је испоручено корисницима укупно 17.416 возила. Нови производи ТАМ-а су били модели камиони ТАМ 4500 и ТАМ 5000. Последња два камиона ТАМ Пионир су искључена из инвентара ЈНА 1972. године

## Галерија
- Аутобус Прага РН.
- Војни камион Прага РН у Ваздухопловном музеју у Прагу.
- Ватрогасни камиони и војни камион Прага РН, Технички музеј у Брну.
- Топли оброк и ТАМ Пионир, 1961.

## Занимљивости
- Камиони Пионир су били водеће друмско транспортно возило у Југославији током 1950-их и почетком 1960-их. Код ондашњих генерација оставио је велики траг у култури сећања. Поред тога, пионир се појављује у бројним домаћим играним филмовима из тог времена.

- У ИМР-у су на основу камиона ИМР Пионир направили аутобус који је произведен у малој серији. Данас, најстарији сачуван аутобус домаће производње, уједно и најстарије друмско  и путничко возило домаће производње, представља аутобус ИМР Пионир из 1950. године.[5]
- Један од најстаријих сачуваних камиона у Србији је Пакард модел Е носивости 4 тоне произведен 1915. године и налази се у приватној колекцији великог љубитеља друмских возила. Војни камион додељен је Српској војсци на Солунском фронту 1917. године.[6][7][8] (Видео: Камион Пакард Е 1915.)
- Годину дана пре престанка производње камиона инжињери и радници ИМР-а освајају технологију производње трактора. Тако су већ 1949. године произвели и први југословенски трактор Задругар Т-08 Архивирано на веб-сајту  (30. новембар 2016). Исте године, први прототипови трактора Задругар Т-08 са бензинским мотором изложени су на Загребачком велесајму. Након 18 месеци освојена је комплетна производња те је прва серија тих трактора испоручена пољопривредним организацијама априла 1951. године. У трактор је уграђен шестоцилиндрични бензински мотор који је серијски производила Индустрија мотора у Раковици. Искоришћени су и управљач, диференцијал и други елементи камиона Пионир. Ова унификација мотора домаћег камиона и трактора повољно је оцењена, јер је омогућавала лакше одржавање и обезбеђење резервних делова. До 1954. године укупно је произведено 2520 трактора Задругар Т-08. Један примерак првог трактора домаће производње Задругар Т-08 данас се чува у Музеју пољопривредних машина у Кулпину.

- У ИМР-у су 1954. године овладали са технологијом израде дизел мотора фамилије ИМ-03 (лиценца енглеске фирме Перкинс). После преговора о куповини лиценце са страним фирмама Перкинс, Форд, Дајц и Масеј Фергусон донета је одлука о сарадњи са Перкинсом П-4.
- Наредне 1955. године производе и први дизел трактор Задругар-дизел П1 чиме ова фабрика даје немерљив допринос увођењу механизације у пољопривреду а самим тиме и огромном порасту обрадивих површина у Југославији. Занимљиво да су се ови први трактори мале снаге палили на курблу. Данас се један трактор Задругар-дизел П1 из 1959. године налази изложен Музеју трактора, пољопривредних машина и старих заната у Новом Милошеву. У ИМР-у се Задругар-дизел П1 серијски производио до 1959. године
- Године 1959. отпочиње производња трактора Задругар 50/1 (лиценца Ландини 60) (Видео:Трактор Задругар 50 у раду). Комбинати као носиоци пољопривредне производње су до појаве трактора точкаша велике снаге обрађивали своје велике површине тракторима гусеничарима. Откупљена је лиценца од италијанске фирме Ансалдо за тракторе гусеничаре ТЦА 60 и 70G. Монтажа је обављана у ИМР, где је од 1950. до 1955. године монтирано 1209 ових трактора гусеничара, а затим је производња пренета у Индустрију „14. октобар” из Крушевца. За исту фабрику је тада испитиван трактор гусеничар „бенфер були”, чија је производња углавном била усмерена на тракторе намењене грађевинарству и рударству, као и трактори гусеничари ТГ-50 и ТГ-75, намењени за рад у пољопривреди, као модел ТГ-170, намењен за „риголовање” земљишта приликом заснивање воћњака и винограда. (Видео:Трактор гусеничар ТГ-170 у раду). До појаве првих комбајна џакароша ‘Змај 780’ крајем 1950-их, који су се производили у „ИПМ Змај“ по лиценци познате енглеске фирме Масеј Харис, жетва се обављала путем система жетелица-вршилица (Видео: Змај 780 вршидба).[9][10] Вршилица се састоји из две машине, дреша који обавља вршидбу и одвојене парне локомобиле (парне машине) која  покреће дреш (Вршилица у раду на гумну у Југославији – Документарни неми филм из 1938.)(Види још: Вршидба на гувну са коњима у Рашкој – Филм из 1904).[11]  Комбајне џакароше су касније заменили комбајни бункераши.
- Са престанком производње камиона у ИМР-у 1950. године у Србији нису престала да се производе моторна возила; напротив, дошло је до полета и отварања других погона или до преоријентације старих. Тако фабрика Икарус у Земуну упоредо са производњом авиона почиње да се бави производњом аутобуса која ће касније постати главна делатност овог старог предузећа. Ипак, главна ауто-индустрија развила се изван Београда. У Прибоју се 1953. године отвара фабрика тешких камиона нове генерације типа 4Г и 5Г носивости од 4 и 6 тона (лиценца Саурер) који су имали боље перформансе од већа тада застарелог пионира (ФАП - освајач друмова, Документарни филм РТБ-а из 1989). Током постојања Југославије између конкурентних предузећа ТАМ-а и ФАП-а развиће се позитивно ривалство. Исте те године, у Крагујевцу у наменској фабрици Завод Црвена Застава покреће се монтажа теренских возила Џип Вилис, док наредне године започиње производња теренца Заставе АП-55 као и монтажа првих путничких аутомобила Фиат 1400 БЈ и 1100 Б. Застава 1955. године покреће производњу путничког аутомобила приступачног за широке народне масе Застава 600 (Видео:Застава 750 из 1966.) познат као фића (лиценца Фиат). Занимљивост у другој половини 20. века представља чињеница да су се у главном граду Југославије производили трактори и комбајни док су се у унутрашњости земље производили аутомобили и камиони.